# Coleorozena fulvilabris
Coleorozena fulvilabris är en skalbaggsart som först beskrevs av Martin Jacoby 1888.  Coleorozena fulvilabris ingår i släktet Coleorozena och familjen bladbaggar. Utöver nominatformen finns också underarten C. f. fulvilabris.